# Solerilla
Solerilla är en ort i Mexiko.   Den ligger i kommunen Isla och delstaten Veracruz, i den sydöstra delen av landet, 400 km öster om huvudstaden Mexico City. Solerilla ligger 24 meter över havet och antalet invånare är 138.
Terrängen runt Solerilla är platt. Runt Solerilla är det ganska glesbefolkat, med 42 invånare per kvadratkilometer. Närmaste större samhälle är Francisco I. Madero, 16,5 km norr om Solerilla. Omgivningarna runt Solerilla är en mosaik av jordbruksmark och naturlig växtlighet.